# Xia (De sexton kungadömena)
Xia (夏; Xià) var en stat grundad av Xiongnufolket under tiden för De sexton kungadömena i Kina. Staten existerade år 407 till 431.